# Fissidens sciophyllus
Fissidens sciophyllus är en bladmossart som beskrevs av Mitten 1860. Fissidens sciophyllus ingår i släktet fickmossor, och familjen Fissidentaceae. Inga underarter finns listade i Catalogue of Life.